# Prigorii
Prigoriile sau meropidele (Meropidae) sunt o familie de păsări din ordinul coraciiformelor (Coraciiformes) alcătuită din 3 genuri și 31 de specii, răspândite mai ales în regiunea tropicală și subtropicală din Asia, Africa și Australia, ajungând însă și în Europa. 
Sunt păsări cățărătoare mici, cu penajul viu și divers colorat, picioare scurte, ale căror degete anterioare sunt concrescute la baza lor (degete de tip sindactil). Corpul lor este foarte alungit, aripile lungi și ascuțite și coada lungă. Ciocul lor este alungit, subțire și ascuțit la capăt, și puțin arcuit în jos. Sunt zburătoare iuți și rezistente. Vânează insectele, în special libelule și himenoptere (albine, viespi) din zbor; ele înghit himenopterele fără a le îndepărta acul, sau fără ca veninul acestora să le vatăme. Locuiesc în savană, păduri sau în regiuni deschise, în tufărișurile din deșerturi, de la nivelul mării până la 2600 m altitudine. Sunt păsări gregare, clocesc în colonii, săpându-și cu ciocul în maluri niște galerii adânci de 50-350 cm, care se termină într-un spațiu mai larg, numită vatră, unde-și depun ponta. După cuibărit puii zboară în grupuri, împreună cu adulții, pentru a vâna insecte.
În România, Prigoria (Merops apiaster) este oaspete de vară, venind din zona caldă la începutul lunii mai și plecând în migrație spre sud începând cu a doua jumătate a lunii august.

## Taxonomie
Prigoriile au fost numite pentru prima dată ca grup științific de către polimatul francez Constantine Samuel Rafinesque-Schmaltz, care a creat subfamilia de păsări Meropia pentru aceste păsări în 1815. Numele, modernizat acum ca Meropidae, este derivat din merops, greaca veche pentru „mâncător de albine”.
Studii filogenetice moleculare mai recente au confirmat faptul că prigoriile sunt mai strâns înrudite cu dumbrăvencele și Brachypteraciidae cu todidae, momotidae și pescărași. Relația dintre familii este prezentată în cladograma de mai jos.
|  | Meropidae – (31 specii)                                                                     |
|  |                                                                                             |
|  | \| \| Brachypteraciidae – (5 specii) \| \| \| \| \| \| Coraciidae – (13 specii) \| \| \| \| |
|  |                                                                                             |
|  | Brachypteraciidae – (5 specii)                                                              |
|  |                                                                                             |
|  | Coraciidae – (13 specii)                                                                    |
|  |                                                                                             |

|  | Brachypteraciidae – (5 specii) |
|  |                                |
|  | Coraciidae – (13 specii)       |
|  |                                |

|  | Todidae – (5 specii)                                                                             |
|  |                                                                                                  |
|  | \| \| Momotidae – (14 specii) \| \| \| \| \| \| Alcedinidae – pescărași (118 specii) \| \| \| \| |
|  |                                                                                                  |
|  | Momotidae – (14 specii)                                                                          |
|  |                                                                                                  |
|  | Alcedinidae – pescărași (118 specii)                                                             |
|  |                                                                                                  |

|  | Momotidae – (14 specii)              |
|  |                                      |
|  | Alcedinidae – pescărași (118 specii) |
|  |                                      |

|  | Meropidae – (31 specii)                                                                     |
|  |                                                                                             |
|  | \| \| Brachypteraciidae – (5 specii) \| \| \| \| \| \| Coraciidae – (13 specii) \| \| \| \| |
|  |                                                                                             |
|  | Brachypteraciidae – (5 specii)                                                              |
|  |                                                                                             |
|  | Coraciidae – (13 specii)                                                                    |
|  |                                                                                             |

|  | Brachypteraciidae – (5 specii) |
|  |                                |
|  | Coraciidae – (13 specii)       |
|  |                                |

|  | Todidae – (5 specii)                                                                             |
|  |                                                                                                  |
|  | \| \| Momotidae – (14 specii) \| \| \| \| \| \| Alcedinidae – pescărași (118 specii) \| \| \| \| |
|  |                                                                                                  |
|  | Momotidae – (14 specii)                                                                          |
|  |                                                                                                  |
|  | Alcedinidae – pescărași (118 specii)                                                             |
|  |                                                                                                  |

|  | Momotidae – (14 specii)              |
|  |                                      |
|  | Alcedinidae – pescărași (118 specii) |
|  |                                      |

### Specii
Familia prigoriilor conține următoarele specii.
| Imagine | Gen        | Specii |
| ------- | ---------- | --- |
|         | Nyctyornis | - Nyctyornis amictus - Nyctyornis athertoni |
|         | Meropogon  | - Meropogon forsteni |
|         | Merops     | - Merops pusillus – prigorie mică - Merops persicus – prigorie cu obraz albastru - Merops orientalis – prigorie verde asiatică - Merops albicollis – prigorie cu gât alb - Merops hirundinaeus – prigorie cu coadă de rândunică - Merops philippinus – prigorie cu coadă albastră - Merops gularis – prigorie neagră - Merops muelleri – prigorie cu cap albastru - Merops mentalis - Merops bulocki – prigorie cu gât roșu - Merops bullockoides – prigorie cu fruntea albă - Merops variegatus – prigorie cu piept albastru - Merops lafresnayii – prigorie etiopiană - Merops oreobates – prigorie de munte - Merops breweri - Merops revoilii – prigorie somaleză - Merops boehmi - Merops viridissimus – prigorie verde africană - Merops cyanophrys – prigorie verde arabă - Merops viridis – prigorie cu gât albastru - Merops americanus - Merops superciliosus – prigorie măslinie - Merops ornatus – prigorie curcubeu - Merops apiaster – prigorie europeană - Merops leschenaulti – prigorie cu cap castaniu - Merops malimbicus – prigorie roz - Merops nubicus – prigorie stacojie - Merops nubicoides – prigorie cărămizie |